# Паламарчук Валерій Олександрович
Валерій Олександрович Паламарчук (нар. 18 вересня 1962, місто Очаків Миколаївської області) — український військовик, директор Департаменту взаємозв'язків з законодавчою владою Міністерства фінансів України. Кандидат наук за спеціальністю "Теорія управління, адміністративне право і процес, фінансове право". Доцент кафедри "Адміністративного права та адміністративної і кримінально-процесуальної діяльності". Народний депутат України 2-го скликання.

## Біографія
Народився у родині військовослужбовця.
У 1979—1982 роках — курсант Пермського військового авіаційно-технічного училища РРФСР.
З 1982 року — служба в Радянській армії у місті Миколаєві Миколаївської області. Член КПРС.
У 1984—1988 роках — курсант Львівського вищого військово-політичного училища, культосвітній працівник.
З грудня 1993 року — заступник командира — начальник соціально-психологічної служби військової частини (в/ч) 90446 міста Миколаїв.
Народний депутат України 2-го демократичного скликання з .08.1994 (2-й тур) до .04.1998, Миколаївський сільський виборчий округ № 291, Миколаївська область. Член Комітету з питань фінансів і банківської діяльності. Член депутатської групи МДГ (до цього — депутатської групи «Єдність»).
Закінчив у 1999 році Національну Юридичну Академію ім. Ярослава Мудрого - юрист, правознавство.
Працював директором Департаменту взаємозв'язків з законодавчою владою Міністерства фінансів України.
У 2003 році захистив кандидатську дисертацію «Організаційно-правові засади проходження військової служби за контрактом у Збройних силах України» (Академія державної податкової служби України). 
Був заступником голови Дарницької районної у місті Києві організації Партії регіонів. 

## Нагороди
- Почесна відзнака МО України "Доблесть і честь" (.08.2001)
- Почесний Диплом переможця Міжнародного відкритого рейтингу "Золота фортуна" (21.06.2001)
- Почесна грамота Кабінету Міністрів України (.12.2003)
- Почесна відзнака "За заслуги перед січтом Миколаїв" (..2012)
- Грамота Верховної Ради України «За заслуги перед Українським народом» (5.08.2016)
- Почесна відзнака "Діамантовий Хрест" (..2017)
- Більше 20-ти міжвідомчих нагород (МО, Мінфін, ДК "Укрспецекспорт")
- «Орден мужності» Всеукраїнського об‘єднання «КРАЇНА» (01.09.2022)
- Медаль СЗРУ «За взаємодію» (19.09.2022)
- Почесна відзнака ДК «Укроборонпром» «За вагомий внесок у розвиток оборонної промисловості України» (13.09.2022)